# Hipu
Hipu es una comuna asociada de la comuna francesa de Tahaa que está situada en la subdivisión de Islas de Sotavento, de la colectividad de ultramar de Polinesia Francesa.

## Composición
La comuna asociada de Hipu comprende una fracción de la isla de Tahaa y los veintiún motus más próximos a dicha fracción:
| Comuna asociada de Hipu      |                  |                  |                    |
| Fracción de la isla de Tahaa | Población (2012) | Superficie (km²) | Densidad (hab/km²) |
| Hipu                         | 500              | -                | -                  |
| Islotes                      | Población (2012) | Superficie (km²) | Densidad (hab/km²) |
| Ahi                          | -                | -                | -                  |
| Aro                          | -                | -                | -                  |
| Atara                        | -                | -                | -                  |
| Avera                        | -                | -                | -                  |
| Mahavana                     | -                | -                | -                  |
| Mopua                        | -                | -                | -                  |
| Moute                        | -                | -                | -                  |
| Niuniu                       | -                | -                | -                  |
| Nono                         | -                | -                | -                  |
| Opuau                        | -                | -                | -                  |
| Orohahana                    | -                | -                | -                  |
| Pitopito                     | -                | -                | -                  |
| Rauoro                       | -                | -                | -                  |
| Rohatu                       | -                | -                | -                  |
| Rootava                      | -                | -                | -                  |
| Tauhea                       | -                | -                | -                  |
| Teaamati                     | -                | -                | -                  |
| Tetimaru                     | -                | -                | -                  |
| Tetuatiare                   | -                | -                | -                  |
| Tuuahine                     | -                | -                | -                  |
| Urareva                      | -                | -                | -                  |

## Demografía
| Gráfica de evolución demográfica de Hipu entre 1977 y 2012 |
|                                                            |

Fuente: Insee